# Barbus rebeli
Barbus rebeli är en fiskart som beskrevs av Koller 1926. Barbus rebeli ingår i släktet Barbus och familjen karpfiskar. IUCN kategoriserar arten globalt som livskraftig. Inga underarter finns listade.